# Ceraleptus lividus
Ceraleptus lividus är en insektsart som beskrevs av Stein 1858. Ceraleptus lividus ingår i släktet Ceraleptus, och familjen bredkantskinnbaggar. Arten är reproducerande i Sverige.